# Долгачёв, Вадим Владимирович
Вадим Владимирович Долгачёв (род. 3 декабря 1959, Волгоград) — советский актёр театра и кино.

## Биография
Родился 3 декабря 1959 года в г. Волгограде.
Учился в Волгоградском университете на историческом факультете. Театр был для него хобби — он играл в самодеятельном молодёжном кружке.
В 1988 году окончил Школу-студию им. Вл. И. Немировича-Данченко при МХАТ СССР им. М. Горького (художественный руководитель курса — народный артист России И. М. Тарханов).
Работал в театрах: «Летучая мышь», «МодернЪ», «Русский глобус», антреприза «Русские на Бродвее»
С 2010 года — в труппе Московского драматического театра «Сопричастность».
Работал на телевидении («Праздник каждый день», «Программа А»).

### Семья
Был женат на актрисе и телеведущей Марине Голуб (1957—2012).
.

## Творчество

### Фильмография[3]
- 2020 — Старые кадры − Семён Воробьёв
- 2016 — История российского бунта. Разин − Степан Разин
- 2011 — Немного не в себе − эксперт
- 2010 — Наш домашний магазин − милиционер
- 2006 — Автономка − Ледогоров
- 2004 — Московская сага − эпизод
- 2004 — Влюблённые-2 − эпизод
- 2003 — Стилет − эпизод
- 2003 — Северный сфинкс − эпизод
- 2002 — Раскалённая суббота − эпизод
- 2002 — Дронго − эпизод
- 2001 — Мужская работа-1 − эпизод
- 2001 — Марш Турецкого (2 сезон) − Павел Логинов
- 2001 — Дальнобойщики (13-я серия «Школа демократии») − активист
- 2000 — Маросейка, 12 − прокурор
- 1994 - Полицейская академия 7: Миссия в Москве - Леонид